# Johannes Baptist Kissling
Johannes Baptist Kissling (ur. 17 kwietnia 1876 w Gensingen, zm. 16 października 1928 w Braniewie) – niemiecki ksiądz katolicki i historyk; w latach 1920–1928 profesor w Akademii Państwowej w Braniewie.

## Życiorys

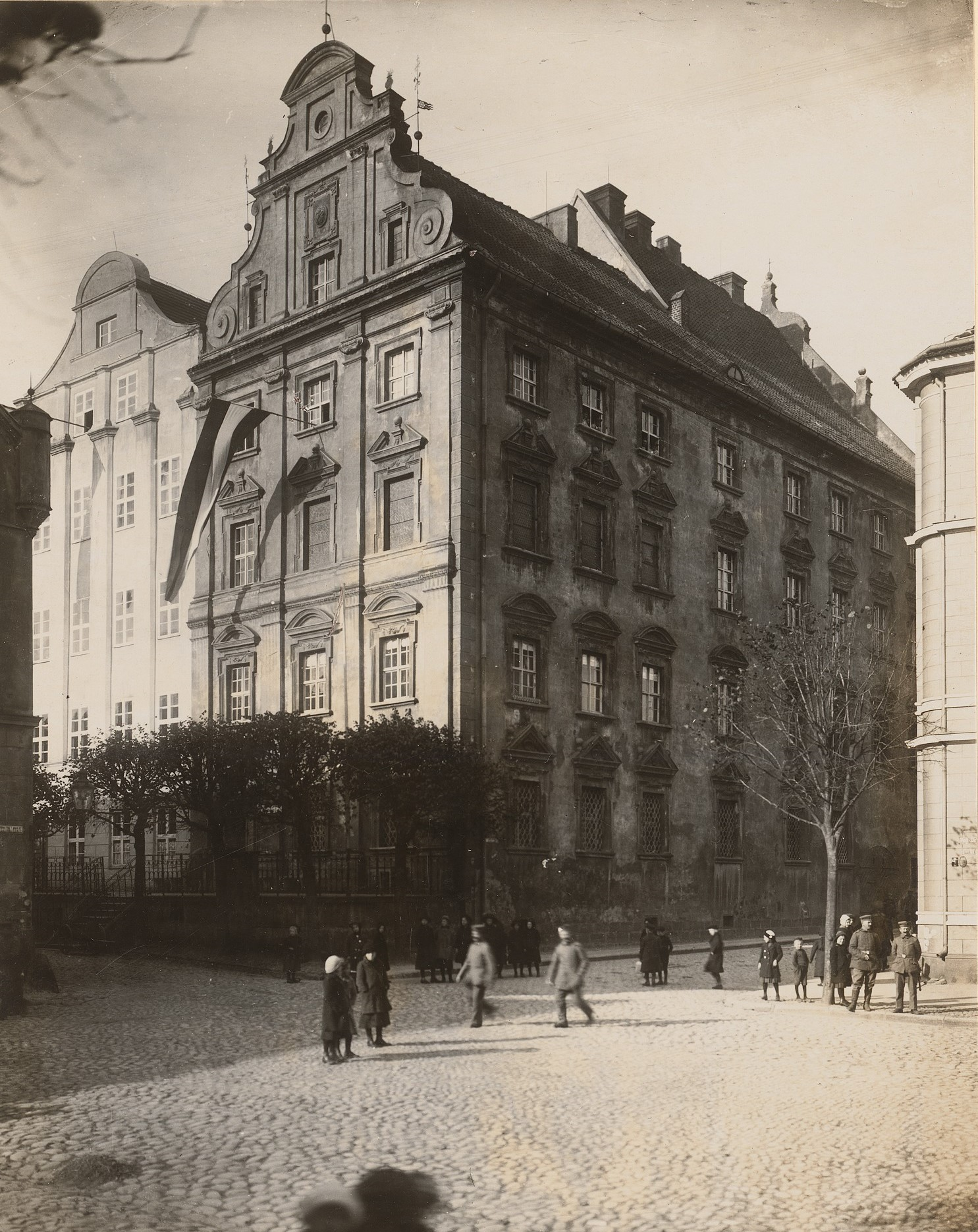
W latach 1920–1928 wykładał historię w Akademii Państwowej w Braniewie

Urodził się w rodzinie Paula i Johannette z domu Rockenbach. Uczył się w Ostergymnasium w Moguncji, gdzie w 1895 uzyskał maturę. Następnie wstąpił do seminarium duchownego również w Moguncji. Po święceniach kapłańskich (1899) rozpoczął posługę duszpasterską w Bodenheim i Moguncji. W latach 1903–1906 kontynuował studia teologiczno-historyczne na uniwersytetach w Bonn, Monachium i Fryburgu Bryzgowijskim, które ukończył w 1906 roku z uzyskanym stopniem doktora teologii na podstawie pracy historycznej Lorenz Truchseß von Pommersfelden. Kolejne lata spędził na wielu wyjazdach na studia zagraniczne, m.in. do Belgii, Wielkiej Brytanii, Francji, Hiszpanii i Włoch. W przerwach pracował jako prywatny nauczyciel.
Dopiero w 1920 przyjął mianowanie na stały etat – na stanowisko profesora historii Kościoła w Państwowej Akademii w Braniewie, w której wykładał aż do swojej przedwczesnej śmierci w 1928 roku.
Specjalizował się w historii Kościoła XIX w. ze szczególnym uwzględnieniem okresu kulturkampfu i historii sztuki chrześcijańskiej. Zasłynął przede wszystkim dzięki kontynuacji – zapoczątkowanego przez Heinricha Brücka dzieła –”Historia Kościoła katolickiego w Niemczech w XIX wieku” (Geschichte der katholischen Kirche in Deutschland im 19. Jahrhundert). Dużą wartość naukową miała także jego „Historia Kulturkampfu w Rzeszy Niemieckiej” (Geschichte des Kulturkampfes im Deutschen Reich). Nie bez znaczenia był księgozbiór literatury historycznej i beletrystycznej, który nabył podczas pobytów za granicą, a który po jego śmierci stały się własnością biblioteki Akademii Braniewskiej.

## Publikacje
- Lorenz Truchseß von Pommersfelden (1473-1543). Domdechant zu Mainz. Ein Zeit- und Lebensbild aus der Frühzeit der Kirchenspaltung (Diss. theol.), 1906
- Kardinal Albrecht von Brandenburg und die Reliquiensammlung der Barfüsser zu Fritzlar, in: Studien aus Kunst und Geschichte. Festschrift Friedrich Schneider zum 70. Geburtstag, 1906, s. 119–123
- Blätter der Erinnerung an Friedrich Schneider, 1907
- Prälat Friedrich Schneider, in: Leipziger Kal. 1908, s. 353–368
- Geschichte der kath. Kirche in Deutschland im 19. Jh., tomy. III, IV/1, IV/2, 1905–1908
- Geschichte des Kulturkampfes im Deutschen Reich, 3 tomy, 1911–1916
- Kardinal Ximenez de Cisneros, 1916
- Der deutsche Protestantismus 1817–1917, 2 tomy, 1917/1918
- Gesellschaft vom Heiligsten Herzen Jesu jesuitenverwandt?, w: HPBlI 161, 1918, s. 815-821
- Geschichte der deutschen Katholikentage, 2 tomy, 1920/1923
- Aus dem prot. Kirchenleben Amerikas, w: Germania 1924, Wiss. Beil. Nr. 7